# Han Wenxia
Han Wenxia (chinesisch 韩文霞 Hán Wénxiá; * 23. August 1976 in Dalian) ist eine ehemalige chinesische Fußballtorhüterin.

## Karriere

### Klub
Zumindest für eine gewisse Zeit war sie in ihrer Heimat für Dalian Shide aktiv.

### Nationalmannschaft
Mit der chinesischen A-Nationalmannschaft nahm sie bereits an der Weltmeisterschaft 1999 teil, erhielt jedoch hinter Gao Hong keinen Einsatz zwischen den Pfosten. Auch bei den Olympischen Sommerspielen im Jahr 2000 gehörte sie zum Kader kam hier auch wieder nicht zu Einsätzen. Beim Algarve-Cup 2001 wurde sie dann zur besten Torhüterin gewählt. Erst bei der Weltmeisterschaft 2003 stand sie dann erstmals bei diesem Turnier auf dem Feld. Hier nahm sie den Platz von Zhao Yan ab dem letzten Gruppenspiel ein und schaffte es mit ihrer Mannschaft danach noch bis ins Viertelfinale. Bei den Asienspielen 2006 gewann sie mit ihrem Team die Bronzemedaille hinter den Teams aus Nordkorea und Japan.
Bei der Weltmeisterschaft 2007 war sie erneut dabei und kam hier zumindest in den ersten beiden Gruppenspielen zum Einsatz. Im folgenden Jahr gehörte sie dann noch einmal zum Olympiakader beim Turnier der Spiele im Jahr 2008 dazu. Wo sie nun zumindest im letzten Gruppenspiel als auch im Viertelfinale eingesetzt wurde.

## Privates
Ihr Bruder ist Han Wenhai und wurde als Torhüter ebenfalls mehrfach mit seinen Klubs chinesischer Meister, trotz mehrmaligem Berufen in den Kader der Nationalmannschaft, kam er für diese aber nie zum Einsatz.